# Michael von Tokat
Michaĕl von Tokat (* um 1595 in Tokat; † um 1660 in Istanbul) war ein armenischer Kopist und Miniaturist. 
Der in Tokat geborene und wohl auch ausgebildete, ab 1606 durchgängig in Konstantinopel nachweisbare Michaĕl war einer der bedeutendsten Kopisten seiner Zeit innerhalb der Armenischen Apostolischen Kirche. Aus seiner Produktion sind mehr als 30 Handschriften erhalten. Ihre Miniaturen stammen zu einem Teil von ihm selbst, zum anderen von fremder Hand. Inhaltlich fertigte er vor allem Abschriften biblischer und liturgischer Texte des Armenischen Ritus. 